# WINDRap! Orchestra Vol. 1
WINDRap! Orchestra Vol. 1 – album Narodowej Orkiestry Dętej w Lubinie nagrany wraz z artystami hip-hopowymi.

## Lista utworów
Opracowano na podstawie materiału źródłowego
1. Liroy, Maria Sadowska, No Logo – „Znamy się tak krótko” – 3:42
2. Łona, Dagadana – „Luksus” – 3:33
3. Abradab, Rahim, Kleszcz – „To co mam” – 4:18
4. Mesajah – „Opuszczam” – 3:23
5. Waldemar Kasta – „Gdzieś w nas” – 3:09
6. Vienio – „Masz mnie za nic” – 3:23
7. Abradab, Rahim, Kleszcz – „Malkontent” – 4:14
8. Grubson, Abradab, Jarecki – „Pytania i wybory” – 4:09
9. Dagadana – „Droga” – 3:30
10. Afrojax, Vixen, Abradab – „Chichot” – 4:03

## Twórcy
Opracowano na podstawie materiału źródłowego.

- Mariusz Dziubek – dyrygowanie, aranżacja, kierownictwo muzyczne
- Piotr „Liroy” Marzec – wokal (1), tekst (1)
- Maria Sadowska – wokal (1)
- No Logo – instrumentalizacja
- Tomasz Łabanowski – muzyka (1)
- Adrian Łabanowski – muzyka (1)
- Adam „Łona” Zieliński – wokal (2), tekst (2)
- Daga Gregorowicz – wokal (2, 9), tekst (2), muzyka (2)
- Dana Vynnytska – wokal (2, 9), tekst (9), muzyka (9)
- Łukasz „Kleszcz” Stępień – wokal (3, 7), tekst (3, 7)
- Marcin „Abradab” Marten – wokal (3, 7, 8, 10), tekst (3, 7, 8, 10), muzyka (3, 7, 8, 10)
- Sebastian „Rahim” Salbert – wokal (3, 7), tekst (3, 7)
- Mateusz Pawluś – muzyka (3, ,7, 8, 10)
- Manuel Rengifo „Mesajah” Diaz – wokal (4), tekst (4)
- Filip Torres – muzyka (4)
- Waldemar Kasta – wokal (5), tekst (5)
- Mateusz „Matheo” Schmidt – muzyka (5)
- Piotr „Vienio” Więcławski – wokal (6), tekst (6)
- Jakub „Pereł” Perełkiewicz – muzyka (6)
- Tomasz „Grubson” Iwanca – wokal (8), tekst (8)
- Jarosław „Jarecki” Kubów – wokal (8), tekst (8)
- Mikołaj Pospieszalski – muzyka (9)
- Michał „Afrojax” Hoffmann – wokal (10), tekst (10)
- Dariusz „Vixen” Szlagor – wokal (10), tekst (10)
- Agata Gąsieniec – flet
- Ildiko Juhasz – flet
- Gabriela Korus – flet
- Adam Jamróz – flet
- Roberto Mendez Galiana – klarnet
- Kacper Kozłowski – klarnet
- Konrad Kołtun – klarnet
- Renata Raczyło – klarnet
- Mateusz Woźniak – klarnet
- Katarzyna Łukawska – obój
- Sławomir Piechota – fagot
- Aleksandra Kaczor – fagot
- Seweryn Graniasty – saksofon solowy
- Martyna Halińska – saksofon
- Wojciech Zięba – saksofon
- Filip Szulc – saksofon
- Mateusz Leszczyński – saksofon
- Szymon Łukowski – saksofon
- Karol Wieczorek – saksofon
- Karol Koczur – trąbka
- Damian Nowakowski – trąbka
- Leszek Kaczor – trąbka
- Joachim Rufael – trąbka
- Tomasz Orłowski – trąbka
- Martin Jung – trąbka
- Wojciech Krupiński – puzon
- Justyna Chmielek-Korbut – puzon
- Michał Sinkowski – puzon
- Kacper Świątek – puzon
- Małgorzata Wiszniowska – waltornia
- Grzegorz Mondry – waltornia
- Marcin Gajewski – waltornia
- Dobromir Galicki – waltornia
- Łukasz Sołtysik – eufonium
- Michał Olearczyk – tuba
- Piotr Hałaj – tuba
- Mateusz Ochrym – tuba
- Jan Nowicki – kontrabas
- Alicja Garczarek – harfa
- Dominik Zielonka – kotły
- Kinga Kazimierska – dzwony rurowe
- Mateusz Garstecki – dzwonki orkiestrowe
- Łukasz Rudkiewicz – perkusja
- Bartosz Niebielecki – perkusja
- Marek Komorowski – gitara basowa
- Tymoteusz Śnieżek – gitara
- Marek Tutko – instrumenty klawiszowe
- Aleksander Miśkiewicz – instrumenty klawiszowe
- Bartłomiej Pająk – perkusjonalia
- Maciej Giżejewski – kongi